# Pheosiopsis gerola
Pheosiopsis gerola är en fjärilsart som beskrevs av Alexander Schintlmeister 1997. Pheosiopsis gerola ingår i släktet Pheosiopsis och familjen tandspinnare. Inga underarter finns listade i Catalogue of Life.